# Торжок (Нижегородская область)
Торжок — посёлок в Вознесенском районе Нижегородской области. Входит в состав Нарышкинского сельсовета.

## География
Посёлок находится в юго-западной части Нижегородской области на расстоянии приблизительно 20 километров по прямой на юго-восток от посёлка Вознесенского, административного центра района.

## История
Посёлок основан в 1928 году переселенцами из села Нарышкино. В советское время работали колхоз «Светлый путь» и совхоз «Нарышкинский».

## Население
Постоянное население составляло 12 человек (русские 100%) в 2002 году, 10 в 2010.